# Bloch MB.131
Bloch MB.130 và các loại máy bay phát triển từ nó là một loạt máy bay ném bom/trinh sát của Pháp, phát triển trong thập niên 1930. Chúng tham chiến rất hạn chế khi Chiến tranh thế giới II nổ ra nhưng đã lỗi thời và nhanh chóng bị không quân Đức đánh bại. Sau sự sụp đổ của Pháp, vài chiếc bị quân Đức tịch thu và sử dụng.

## Biến thể
MB.130.01
Mẫu thử gốc, 2 động cơ Gnome-Rhône 14Kdrs.
MB.131.01
Mẫu thử đầu tiên, 2 động cơ Gnome-Rhône 14N-10.
MB.131.02
Mẫu thử thử hai với cánh, đuôi và khung thân sửa lại.
MB.131R4
Phiên bản đầu tiên với súng máy ở giữa, 13 chiếc.
MB.131Ins
Phiên bản huấn luyện, 5 chiếc.
MB.131RB4
Phiên bản trinh sát/nem bom 4 chỗ. 121 chiếc.
MB.133
Mẫu thử với đuôi sửa lại, 1 chiếc.
MB.134
Mẫu thử với động cơ 820 kW (1,100 hp) Hispano-Suiza 14AA, 1 chiếc.
MB.135

MB.136

## Quốc gia sử dụng
Pháp
- Không quân Pháp sử dụng 141 chiếc.

 Chính phủ Vichy
 Germany
- Luftwaffe

 Ba Lan
- Không quân Ba Lan lưu vong ở Pháp
  - Groupe de Bombardement Marche Polonais

## Tính năng kỹ chiến thuật (MB.131RB.4)
War Planes of the Second World War: Volume Seven Bombers and Reconnaissance Aircraft

### Đặc điểm riêng
- Tổ lái: 4
- Chiều dài: 17,85 m (58 ft 6¾ in)
- Sải cánh: 20,27 m (66 ft 6 in)
- Chiều cao: 4,09 m (13 ft 5 in)
- Diện tích cánh: 54,0 m² (581 ft²)
- Trọng lượng rỗng: 4.690 kg (10.340 lb)
- Trọng lượng có tải: 7.926 kg (17.438 lb)
- Trọng lượng cất cánh tối đa: 8.600 kg (18.960 lb)
- Động cơ: 2 × Gnome-Rhône 14N-10/11, 708 kW (950 hp) mỗi chiếc

### Hiệu suất bay
- Vận tốc cực đại: 349 km/h (188 kn, 217 mph)
- Vận tốc hành trình: 270 km/h (146 knots, 168 mph)
- Tầm bay: 1.300 km (702 nmi, 808 mi)
- Trần bay: 7.250 m (23.785 ft)

### Vũ khí
- 3 súng máy MAC 1934 7,5 mm (.295 in).
- 4 quả bom 200 kg (440 lb) hoặc 6 quả bom 100 kg (220 lb) hoặc 8 quả bom 50 kg (110 lb) hoặc 64 quả bom 10 kg (22 lb) bombs